# 4956 Noymer
4956 Noymer è un asteroide della fascia principale. Scoperto nel 1990, presenta un'orbita caratterizzata da un semiasse maggiore pari a 2,4441117 UA e da un'eccentricità di 0,2037648, inclinata di 24,22317° rispetto all'eclittica.